# Telescopio espacial Nancy Grace Roman

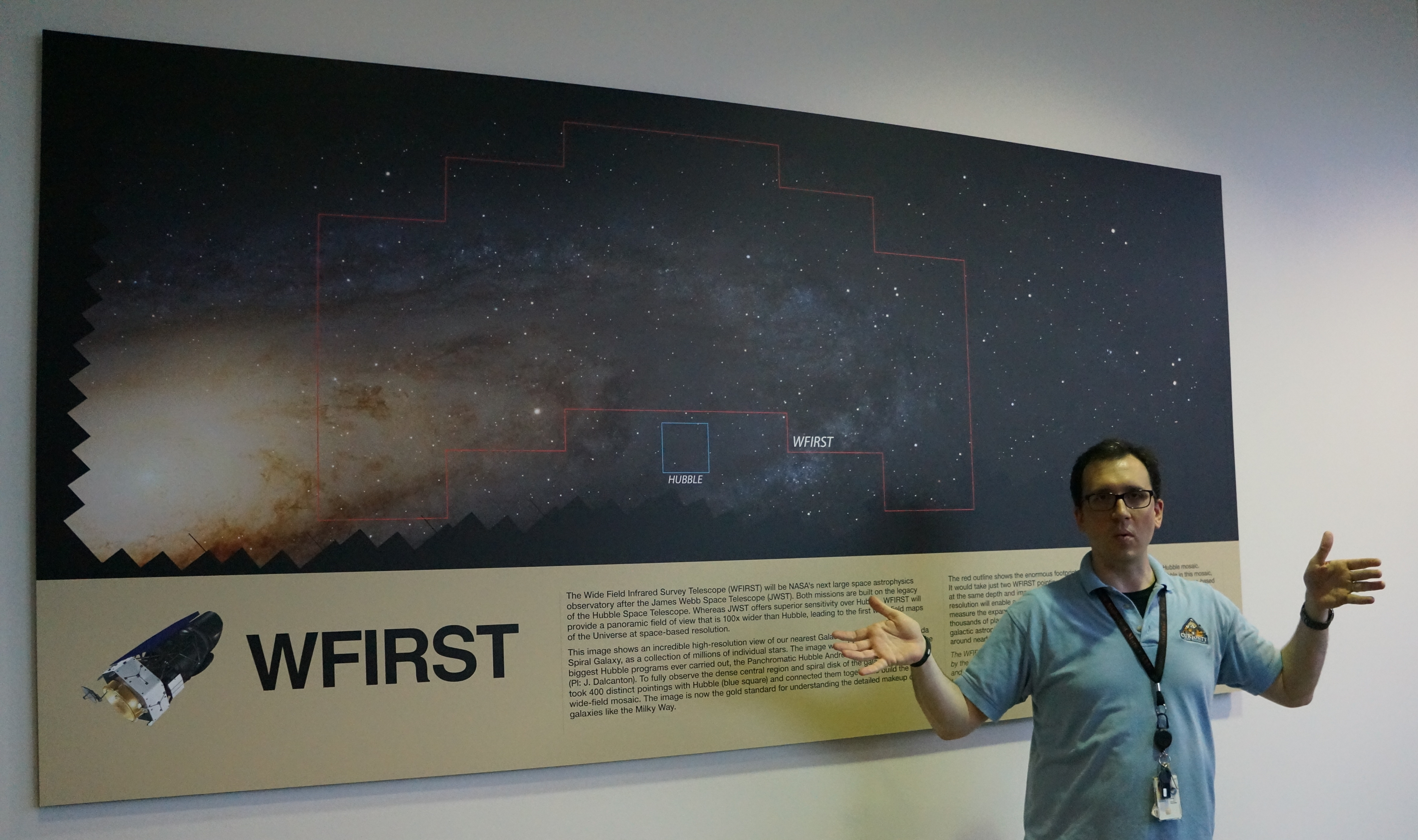
El Dr. Shawn Domagal - Goldman dando una presentación relativa a WFIRST.

El telescopio espacial Nancy Grace Roman inicialmente llamado telescopio de Sondeo Infrarrojo de Campo Amplio (WFIRST, por su sigla en inglés) es un observatorio espacial infrarrojos propuesto, que fue seleccionada por Consejo Superior de Investigaciones Científicas de Estados Unidos Encuesta Decadal de Astronomía y Astrofísica como la máxima prioridad para la próxima década de la astronomía. El 17 de febrero de 2016, WFIRST fue aprobado para su desarrollo y lanzamiento. 
El diseño de WFIRST se basa en uno de los diseños propuestos para la Misión Conjunta de Energía Oscura entre NASA y DOE. WFIRST añade algunas capacidades adicionales a la propuesta original JDEM, incluyendo una búsqueda de planetas extrasolares con microlente gravitacional En su encarnación actual (2015), una gran parte de su misión principal se centrará en el sondeo de la historia de la expansión del Universo y el crecimiento de la estructura cósmica con múltiples métodos en la superposición entre clases corrimiento al rojo, con el objetivo de medir con precisión los efectos de la energía oscura, la consistencia de la relatividad general, y la curvatura del espacio-tiempo.
WFIRST se basa en un telescopio con un colector principal de 2,4 m de ancho y llevará dos instrumentos científicos. El Wide-Field Instrument es una cámara multibanda de infrarrojo cercano de 288 megapíxeles, que proporciona una nitidez de imágenes comparable a la alcanzada por el telescopio espacial Hubble (HST) en un campo de visión de 0,28 grados cuadrados, 100 veces más grande que el del HST. El Coronagraphic Instrument es una cámara de campo de visión de alto contraste y un espectrómetro que cubre longitudes de onda visibles e infrarrojas cercanas mediante el uso de la nueva tecnología de supresión de la luz de las estrellas.
El 12 de febrero de 2018, se propuso finalizar el desarrollo de la misión WFIRST en la solicitud de presupuesto del Presidente para el año fiscal 19, debido a una reducción en el presupuesto general de astrofísica de la NASA y mayores prioridades en otros lugares de la agencia. En marzo de 2018, el Congreso aprobó la financiación para continuar avanzando en WFIRST hasta al menos el 30 de septiembre de 2018, en un proyecto de ley que declara que el Congreso "rechaza la cancelación de las prioridades científicas recomendadas por el proceso de encuesta decenal de la Academia Nacional de Ciencias". 
En su testimonio ante el Congreso en julio de 2018, el administrador de la NASA, Jim Bridenstine, propuso frenar el desarrollo de WFIRST para acomodar un aumento de costos en el telescopio espacial James Webb, lo que daría lugar a una menor financiación para WFIRST en 2020/2021.
El 20 de mayo de 2020 NASA publica el cambio de nombre del telescopio WFIRST  por el de telescopio espacial Roman en honor a la astrónoma Nancy Grace Roman, considerada como la "madre del Hubble" por su papel en el diseño del telescopio espacial Hubble.

## Visión general
El diseño original de WFIRST (Design Reference Mission 1), estudiado en 2011-2012, presentaba un telescopio de anastigmat de tres espejos sin obstrucciones de 1,3 m (4 pies 3 pulgadas) de diámetro. Contenía un solo instrumento, un espectrómetro de imágenes de infrarrojo cercano / prisma sin hendidura. En 2012, surgió otra posibilidad: la NASA podría usar un telescopio de segunda mano de la Oficina de Reconocimiento Nacional fabricado por Harris Corporation para cumplir una misión como la planificada para WFIRST. La NRO ofreció donar dos telescopios, del mismo tamaño que el telescopio espacial Hubble pero con una distancia focal más corta y, por lo tanto, un campo de visión más amplio. Esto proporcionó un importante impulso político al proyecto, a pesar de que el telescopio representa solo una pequeña fracción del costo de la misión y las condiciones de contorno del diseño de la NRO pueden hacer que el costo total sea superior al de un diseño nuevo. Este concepto de misión, llamado WFIRST-AFTA (Astrofísica enfocado en los telescopios enfocados), fue madurado por un equipo científico y técnico;  esta misión es ahora el único plan actual de la NASA para el uso de los telescopios NRO. El diseño de línea de base de WFIRST incluye un coronagraph para permitir la obtención directa de imágenes de exoplanetas. 
WFIRST ha estudiado varias implementaciones (incluida la configuración de Joint Dark Energy Mission-Omega, una misión de referencia de diseño provisional con un telescopio de 1.3 m, Design Reference Mission 1  con un telescopio de 1.3 m, Design Reference Mission 2, con un telescopio de 1.1 m, y varias iteraciones de la configuración de AFTA 2,4 m). En el informe más reciente, [5] WFIRST fue considerado para las órbitas geosincrónicas y L2. El Apéndice C documenta la desventaja de L2 frente a geosíncrono en la tasa de datos y el propelente, pero las ventajas de mejorar las restricciones de observación, la mejor estabilidad térmica y un entorno de radiación más benigno en L2. Algunos casos científicos (como el paralaje de microlentes de exoplanetas) se mejoran en L2, y la posibilidad de un servicio robótico en cualquiera de los lugares requiere un estudio más a fondo.
El proyecto está dirigido por un equipo en el Centro de Vuelo Espacial Goddard de la NASA en Greenbelt, Maryland. El Project Scientist para WFIRST desde su inicio hasta su muerte en 2017 fue Neil Gehrels, quien fue sucedido por Jeffrey Kruk; el gerente de Proyecto es Kevin Grady; El programa científico es Dominic Benford; el Ejecutivo del Programa es John Gagosian; el Grupo de Trabajo de Ciencias de la Formulación está presidido por Gehrels con los vicepresidentes David Spergel y Jeremy Kasdin.

## Objetivos de la ciencia
Los objetivos científicos de WFIRST apuntan a abordar cuestiones de vanguardia en cosmología e investigación de exoplanetas, que incluyen:
- Respondiendo preguntas básicas sobre energía oscura, complementarias a la misión EUCLID de la ESA, e incluyendo: ¿Es la aceleración cósmica causada por un nuevo componente energético o por la ruptura de la relatividad general en escalas cosmológicas? Si la causa es un nuevo componente energético, ¿es su densidad de energía constante en el espacio y el tiempo, o ha evolucionado a lo largo de la historia del universo? WFIRST utilizará tres técnicas independientes para sondear la energía oscura: oscilaciones acústicas bariónicas, observaciones de supernovas distantes, lentes gravitacionales débiles.
- Completar un censo de exoplanetas para ayudar a responder nuevas preguntas sobre el potencial de vida en el universo: ¿Qué tan comunes son los sistemas solares como los nuestros? ¿Qué tipo de planetas existen en las regiones frías y externas de los sistemas planetarios? - ¿Qué determina la habitabilidad de los mundos parecidos a la Tierra? Este censo hace uso de una técnica que puede encontrar exoplanetas hasta una masa solo unas pocas veces más que la de la Luna: microlentes gravitacionales.
- Estableciendo un modo de investigador invitado, permitiendo que las investigaciones de encuestas respondan preguntas diversas sobre nuestra galaxia y el universo.
- Proporcionar un coronógrafo para imágenes de exoplanetas directas que proporcionarán las primeras imágenes directas y espectros de planetas alrededor de nuestros vecinos más cercanos similares a nuestros propios planetas gigantes.

WFIRST tendrá dos instrumentos. El Wide-Field Instrument (WFI) es una cámara de 288 megapíxeles con un campo de visión de 0.28 grados cuadrados que proporciona imágenes de múltiples bandas en el infrarrojo cercano (0,7 a 2,0 micrómetros) utilizando una matriz de plano focal HgCdTe con un tamaño de píxeles de 110 miliarcsecundos. El conjunto de detectores estará compuesto por detectores H4RG-10 provistos por Teledyne. Incluye un grisma para la espectroscopia sin campo de campo amplio y un espectrógrafo de campo integral para la espectroscopia de campo pequeño. El segundo instrumento es un coronógrafo de alto contraste que cubre longitudes de onda más cortas (de 0,4 a 1,0 micrómetros) utilizando una nueva tecnología de supresión de la luz de las estrellas. Está destinado a lograr una supresión de la luz de las estrellas de una parte por billón para permitir la detección de planetas a solo 0,1 segundos de distancia de sus estrellas anfitrionas.

## Historial de financiación y estado
En el año fiscal 2014, el Congreso proporcionó $ 56 millones para WFIRST, y en 2015 el Congreso proporcionó $ 50 millones. El proyecto de ley de gastos del año fiscal 2016 proporcionó $ 90 millones para WFIRST, muy por encima de la solicitud de la NASA de $ 14 millones, lo que permitió al misión para entrar en la "fase de formulación" en febrero de 2016. El 18 de febrero de 2016, la NASA anunció que WFIRST se había convertido formalmente en un proyecto (a diferencia de un estudio), lo que significa que la agencia tiene la intención de llevar a cabo la misión como referencia; en ese momento, la parte "AFTA" del Se dejó caer el nombre, ya que solo se está siguiendo ese enfoque. WFIRST está en un plan para un lanzamiento a mediados de 2020. El costo total de WFIRST se espera en más de $ 2 mil millones; El presupuesto estimado de la NASA para 2015 fue de alrededor de $ 2,0 mil millones en dólares de 2010, lo que corresponde a alrededor de $ 2,7 mil millones en dólares reales (ajustados por inflación). 
En abril de 2017, la NASA encargó una revisión independiente del proyecto para garantizar que el alcance y el costo de la misión se entendieran y alinearan. La revisión reconoció que WFIRST ofrece "capacidades de inspección innovadoras y sin precedentes para energía oscura, exoplanetas y astrofísica general", pero dirigió la misión a "reducir los costos y la complejidad suficiente para tener una estimación de costos consistente con el objetivo de costo de $ 3,2B establecido al principio de la Fase A. " La NASA anunció las reducciones tomadas en respuesta a esta recomendación, y que WFIRST procederá a la revisión del diseño de la misión en febrero de 2018 y comenzará la Fase B en abril de 2018.  La NASA confirmó que los cambios realizados en el proyecto redujeron su costo estimado del ciclo de vida a $ 3.200 millones y que la decisión de la Fase B estaba en camino de completarse el 11 de abril de 2018.
El presupuesto propuesto por el gobierno de Trump para el año fiscal 2019 finalizaría WFIRST, citando mayores prioridades dentro de la NASA y el costo creciente de este telescopio. La propuesta de cancelación del proyecto recibió críticas por parte de astrónomos profesionales, quienes señalaron que la comunidad astronómica estadounidense había calificado a WFIRST como la misión espacial de mayor prioridad para el 2020 en la Encuesta Decenal de 2010 La American Astronomical Society expresó su "grave preocupación" por la cancelación propuesta y observó que el costo estimado del ciclo de vida de WFIRST no había cambiado en los dos años anteriores. Sin embargo, el 22 y 23 de marzo, el Congreso aprobó un presupuesto WYIRST para el año fiscal 18 en exceso de la solicitud de presupuesto de la administración para ese año y declaró que el Congreso "rechaza la cancelación de las prioridades científicas recomendadas por la Academia Nacional de Ciencias en el proceso de la encuesta decenal". La NASA desarrollará nuevas estimaciones de los costos de desarrollo totales y anuales de WFIRST. Más tarde, el presidente anunció que había firmado el proyecto de ley el 23 de marzo.

### Asociación
Las agencias espaciales de cuatro naciones y regiones, a saber, CNES, DLR, ESA y JAXA están actualmente en conversaciones con la NASA para proporcionar varios componentes y apoyo científico para WFIRST. La NASA ha expresado su interés en las contribuciones de la ESA a la nave espacial, el coronagrafo y el soporte de la estación terrestre. Para el instrumento del coronagraph, se están discutiendo las contribuciones de Europa y Japón. Se está considerando una contribución del Instituto Max Planck de Astronomía de Alemania, a saber, las ruedas de filtro para la máscara de bloqueo de estrellas dentro del coronógrafo. La agencia espacial japonesa JAXA propone agregar un módulo de polarización para el coronagrafo, más un compensador de polarización. 
Una capacidad polarimétrica precisa en WFIRST puede fortalecer el caso científico de exoplanetas y discos planetarios, que muestra la polarización. Además de estas posibles asociaciones, Australia ha ofrecido contribuciones a estaciones terrestres para la misión. En mayo de 2018, la NASA otorgó un contrato de varios años a Ball Aerospace para proporcionar componentes clave para el Wide Field Instrument en WFIRST. En junio de 2018, la NASA otorgó un contrato a Teledyne Scientific and Imaging para proporcionar los detectores de infrarrojos para el instrumento de campo ancho.